# ジョセフ・ヘンリー・ロングフォード
ジョセフ・ヘンリー・ロングフォード（Joseph Henry Longford、1849年6月25日 - 1925年5月12日）は、イギリスの外交官。ダブリン生まれ。
1869年に通訳生として来日し、1902年まで日本の英国公使館・領事館に勤務した。1895年から1897年までは台湾で、その後1897年から1902年の間は長崎で領事を務めた。
引退後、キングス・カレッジ・ロンドン（ロンドン大学）の最初の日本学教授として、様々な日本についての本を執筆した。1916年に退官。その後ロンドン大学の名誉教授。1919年に自分の母校Queen's　University of Belfastから名誉博士号を受けた。
ロンドン日本協会の会長も務めた。1925年5月12日にロンドンで死去した。